# احمد عادل (بازیکن فوتبال)
احمد عادل (عربی: أحمد عادل؛ زادهٔ ۷ ژانویهٔ ۱۹۸۴) یک بازیکن فوتبال اهل مصر است.

## باشگاهی
از باشگاه‌هایی که در آن بازی کرده‌است می‌توان به باشگاه ورزشی الاهلی مصر اشاره کرد.